# Eric Avila
Eric Avila est un joueur américain de soccer né le 24 novembre 1987 à San Diego (Californie). Il évolue au poste de milieu de terrain.

## Biographie
Eric Avila signe un contrat Génération Adidas avec la MLS pour anticiper son passage en pro et s'inscrit à la MLS SuperDraft 2008. Il est repêché en 19e position par le FC Dallas.
Le 2 août 2011, il est échangé par Dallas contre Maicon Santos et rejoint le Toronto FC.

## Palmarès
Vierge